# 龍馬情報ビジネス&フード専門学校
龍馬情報ビジネス&フード専門学校（りょうまじょうほうビジネスあんどふーどせんもんがっこう）は、高知県高知市北本町にある専門学校。学校法人龍馬学園が運営している。略称はKCC。

## 沿革
- 1986年 - 高知情報ビジネス専門学校として開校。
- 2016年 - 高知情報ビジネス&フード専門学校に校名変更。
- 2022年 - 龍馬情報ビジネス&フード専門学校に校名変更。

## 設置学科
- システム工学科
- 情報システム学科
- ゲームクリエイター学科
- 会計ビジネス学科
- セールスマネジメント・ブライダル学科
- 公務員学科
- 製菓製パン学科
- 調理経営学科
- 調理師学科

## グループ校
- 龍馬デザイン・ビューティ専門学校
- 龍馬看護ふくし専門学校